# Studentenvakbond eLSU
Studentenvakbond Limburgse Studenten Unie (LSU, spreek uit èlzuu) behartigt de belangen van studenten in geheel Nederlands Limburg en was lidbond van de Landelijke Studentenvakbond (LSVb).

## Geschiedenis
LSU is ontstaan uit een fusie van de studentenvakbonden NSEM (Nieuwe Studenten Eenheid Maastricht) en LSU (Limburgse Studenten Unie). NSEM behartigde de belangen van de studenten in Maastricht en LSU behartigde de belangen van de studenten in Heerlen en Sittard. Doel van de fusie was dat de LSU een studentenbelangen behartiger aan alle instellingen voor hoger onderwijs in Limburg zou worden. Dit zijn de Universiteit Maastricht, de Hogeschool Zuyd en de Fontys Hogescholen. De UM is gevestigd in Maastricht, de Hogeschool Zuyd in Heerlen, Sittard en Maastricht, en de Fontys hogescholen in Sittard, Venlo en Roermond. LSU probeerde met deze fusie de eerste provinciale studentenbelangenbehartiger in Nederland te worden. Reden voor de fusie was het vergroten van de draagkracht van de organisatie, door met studenten van de verschillende studentensteden krachten te bundelen. De LSU heeft echter tijdens de universiteitraadsverkiezingen van 2008/2009 geen zetel behaald en heeft sindsdien niet meer meegedaan aan de verkiezingen op deze universiteit.
De LSU is in 2004 ontstaan uit het samenwerkingsverband van opleidingscommissies (SOC) dat ontstond aan de Hogeschool Zuyd en statutair opgericht op 21 maart 2006 door Tom Vroemen en Bart Willems. De LSU vormt statutair de basis voor het fusieproduct van LSU en NSEM.